# 機械論
機械論（きかいろん、英: Mechanism、独: Mechanizismus）は、自然現象に代表される現象一般を、心や精神や意志、霊魂などの概念を用いずに、その部分の決定論的な因果関係のみ、特に古典力学的な因果連鎖のみで、解釈が可能であり、全体の振る舞いの予測も可能、とする立場。
哲学、そして、科学史の分野並びにその学際領域において扱われる名辞・概念、名称・用語であり、それらの分野では目的論や生気論と比較、対置されている。但し、具体的にどの見解に従って"機械論"とするのかは、論者、著書によって異なり、その"機械論"の性質も多少変わってくる。なお、「目的論」「生気論」の範囲についても同様である。ただし、大局的には、哲学史のみならず、決定論に帰着する。
超自然的な力の介在を否定する機械論は、自然科学の発展の礎となった。しかし、量子力学の不確定性原理のように、断片的にであれ決定論と衝突する学説も知られている。

## 提唱者と影響
古くは古代ギリシャのデモクリトスを機械論の論者とし、それを「原子論的機械論」と呼ぶ人もいる(デモクリトスは冒頭の機械論の定義と合致する主張をしたのである)。ただし、その理論の成熟度や当時の時代背景等々もあり、多くの支持者を得ることはできなかった。
ルネ・デカルト（1596年 - 1650年）が機械論的な見方を提唱したことは誰もが認めている。デカルトの機械論は特に巧みで説得力があったので、多くの信奉者を生み出し、ニュートンやライプニッツらにも大きな影響を与え、それはひとつの潮流ともなり「デカルト主義」とも呼ばれた。さらにデカルトが亡くなってから100年近く経った後、ジュリアン・オフレ・ド・ラ・メトリーが霊魂の存在を否定し、デカルトの動物機械説を人間にも適用し、人間を精神と肉体機械とみるデカルト的二元論よりも機械論に徹底した生命観「人間機械論」を提唱した。

## 他の理論との関係性

### 機械論と唯物論
「霊魂」を考慮しないという点では、機械論と唯物論はほぼ同一だというのが、一般的な評価である。ただ、「機械論」はどちらかと言えば暗黙裡に「霊魂」に言及するのを避け、あるのかないのか議論を回避することで、（まずは）己の科学的な方法論で分析できるだけ分析を進めてみよう、とするところに比重が置かれているのに対して、「唯物論」の方は機械論が先鋭化したものであると言え、「霊魂は無い」と先験的に断定し主張しているところに相違点がある、といった指摘がなされることが多い。また唯物論は必ずしも決定論的な世界観には立っていないが、機械論は決定論的な世界観に立っているという点が異なる。

### 機械論と還元主義
機械論は「還元主義」と同一視された上で批判されることがある。だが、二つは同一ではない。機械論であっても還元主義でない立場がある。つまり機械論的に（「霊魂」という概念は用いず）分析しても、全体性を見失わずマクロ的な現象や相互作用も同時に追う、「ホーリズム」的な視点や、近年では「複雑系の科学」の視点もある。

### 機械論と物理主義
現代では機械論ではなく物理主義の考え方が採用されることが多い。例えば心の哲学での研究などがそうである。